# イアン・ホワイト
イアン・ホワイト（Ian Whyte, 1901年8月13日 - 1961年3月27日）は、イギリスの指揮者。

## 生涯
スコットランドのダンファームリンの生まれ。
ロンドンの王立音楽院でチャールズ・ヴィリアーズ・スタンフォードとレイフ・ヴォーン・ウィリアムズに師事し、1931年から1945年までBBCスコットランド局の音楽主任を務めた。
1935年にBBCスコティッシュ交響楽団を創設し、ガイ・ウォラックを首席指揮者に据えた。1946年からは同オーケストラの首席指揮者となり、1960年までその任を務めあげた。
グラスゴーにて没。